# Carnival of Monsters
Carnival of Monsters (Carnaval de monstruos) es el segundo serial de la décima temporada de la serie británica de ciencia ficción Doctor Who, emitido originalmente en cuatro episodios semanales del 27 de enero al 17 de febrero de 1973. Es el primer serial desde The War Games en que el Doctor volvió a pilotar la TARDIS con completa libertad.

## Argumento
La TARDIS se desvía de su destino en Metebilis 3 y se materializa en el SS Bernice, un barco que había desaparecido de repente mientras viajaba en el océano Índico. Tras ser arrestados varias veces como polizones, el Tercer Doctor y Jo Grant descubren que los ocupantes repiten continuamente sus acciones, sin tener ningún recuerdo de los encuentros anteriores. La pareja escapa del barco por una extraña ventanilla, claramente visible para ellos pero invisible para la tripulación y los pasajeros. El Doctor y Jo se aventuran por la circuitería de algún tipo de máquina gigante y llegan a unas tierras pantanosas.
Pronto descubren que no están fuera, sino todavía dentro de la máquina. Perseguidos por Drashigs, unos enormes habitantes del pantano carnívoros, vuelven a la circuitería. Allí, el Doctor se da cuenta de que se han materializado dentro del campo de compresión de un miniscopio, una máquina que mantiene miniaturizados grupos de criaturas en versiones miniaturizadas de sus entornos naturales. Los Señores del Tiempo habían prohibido esa clase de máquinas pero al parecer una de ellas escapó. Los Drashighs se adentran en la circuitería y el Doctor y Jo huyen hacia el barco. Allí se separan en la confusión mientras la tripulación se defiende los Drashigs.
Los eventos dentro del miniscopio se entrecruzan con los de sus dueños, el showman itinerante Vorg y su asistente Shirna, que acaban de llegar al planeta Inter Minor, pero son sospechosos de ser espías y un tribunal de tres miembros les niega la entrada. El tribunal descubre que los objetos que se saca de la máquina pronto recuperan su tamaño normal cuando Vorg extrae un objeto atascado en la circuitería, la TARDIS. Dos miembros del tribunal, insatisfechos con el gobierno de su planeta, traman dejar escapar a los Drashigs de la máquina y permitirles causar estragos para provocar una crisis y la dimisión del presidente.
Arrastrándose por la circuitería de la máquina, el Doctor finalmente descubre un camino de salida al mundo real y recupera su tamaño normal. Ayuda al reticente Vorg a volver a la máquina conectándola a la TARDIS. Tras volver al miniscopio, ahora sobrecalentado por el daño de los Drashigs, un miembro del tribunal dispara al dispositivo de conexión, que deja de funcionar, dejando al Doctor atrapado. Encuentra a Jo, pero los dos se desploman porque el calor es demasiado grande para ellos.
Dos Drashigs escapan, pero Vorg logra matarles arreglando el erradicador, saboteado por los miembros del tribunal amotinados. Después arregla el dispositivo del Doctor, pulsando la palanca de la fase dos, que trae al Doctor y Jo de vuelta justo a tiempo, y también devolviendo a todos los ocupantes del miniscopio a sus respectivas posiciones espacio-temporales.
Mientras, el arruinado Vorg intenta conseguir dinero suficiente para volver a casa usando el viejo sistema del juego, los dos viajeros se marchan en la TARDIS.

### Continuidad
Los alienígenas que aparecen en el miniscopio de Vorg son: Drashigs, ogrones y Cybermen. Esta es la única de dos veces que los Cybermen aparecen durante la era del Tercer Doctor (contando una alucinación en The Mind of Evil). Al final conocería en persona a los Cybermen en The Five Doctors (1983).

## Producción
| Episodio          | Fecha de emisión      | Duración | Espectadores en millones | Estado en el archivo  |
| ----------------- | --------------------- | -------- | ------------------------ | --------------------- |
| Episodio 1        | 27 de enero de 1973   | 24:46    | 9,5                      | Cinta original en PAL |
| Episodio 2        | 3 de febrero de 1973  | 24:11    | 9,0                      | Cinta original en PAL |
| Episodio 3        | 10 de febrero de 1973 | 24:49    | 9,0                      | Cinta original en PAL |
| Episodio 4        | 17 de febrero de 1973 | 24:10    | 9,2                      | Cinta original en PAL |
| [ 1 ] [ 2 ] [ 3 ] |                       |          |                          |                       |

Entre los títulos temporales de esta historia se incluye Peepshow. Esta historia se grabó como parte del bloque de producción de la temporada anteriormente, pero se retrasó deliberadamente a la temporada diez para permitir a Barry Letts dirigir la producción, ya que su papel de productor le hubiera hecho difícil hacerlo al principio de un bloque de producción (como había descubierto con Terror of the Autons).
Como se hizo con Frontier in Space, los títulos de Carnival of Monsters se hicieron con una nueva versión de la sintonía interpretada por Paddy Kingsland en un sintetizador. Este arreglo ahora se conoce como la versión "Delaware" (el BBC Radiophonic Workshop estaba situado en Delaware Road), y no fue popular entre los ejecutivos de la BBC, con lo que se restauró la versión original de Delia Derbyshire, y la nueva versión sólo apareció una versión sin corregir del episodio dos que se mandó a Australia por error. Esta edición, que también tenía algunas escenas extra respecto a la emisión británica, se usó en la publicación en VHS de 1995. Las sintonías de apertura y cierre con la versión Delaware se incluyeron como extra en la edición en DVD. La versión original de la sintonía de 2 minutos y 30 segundos se borró hace muchos años.
El barco que se utilizó fue el RFA Robert Dundas, que había sido apartado del servicio y fue desguazado nada más terminar la filmación. Mientras el barco estaba haciendo su verdadero último viaje por el río Medway en Kent, se rodaron las escenas exteriores, con un bajo ángulo para que no se vieran los bancos del estuario.
Cuando el serial se repitió en BBC2 en noviembre de 1981, Barry Letts (entonces productor ejecutivo de la serie) pidió que se editaran los últimos momentos del episodio 4 donde al actor Peter Halliday se le cae su peluquín.